# Сан Луис Рио Колорадо (Сан Луис Рио Колорадо, Сонора)
Сан Луис Рио Колорадо (шп. San Luis Río Colorado) насеље је у Мексику у савезној држави Сонора у општини Сан Луис Рио Колорадо. Насеље се налази на надморској висини од 51 м.

## Становништво
Према подацима из 2010. године у насељу је живело 158089 становника.

### Хронологија
| Година       | 2000                   | 2005                   | 2010                   |
| ------------ | ---------------------- | ---------------------- | ---------------------- |
| Становништво | 126645 (63323 / 63322) | 138796 (69621 / 69175) | 158089 (79853 / 78236) |

### Попис
| \| \| м \| \| \| ж \| \| 0—2 \| 4.694 \| \| \| 4.559 \| \| 3—5 \| 5.331 \| \| \| 4.986 \| \| 6—11 \| 10.038 \| \| \| 9.710 \| \| 12—14 \| 4.659 \| \| \| 4.493 \| \| 15—17 \| 4.639 \| \| \| 4.381 \| \| 18—24 \| 9.591 \| \| \| 9.404 \| \| 60+ \| 6.277 \| \| \| 6.549 \| \| Просек : \| 28,5 \| \| \| 28,9 \| |        |  |  |       |
| |        |  |  |       |
| | м      |  |  | ж     |
| 0—2 | 4.694  |  |  | 4.559 |
| 3—5 | 5.331  |  |  | 4.986 |
| 6—11 | 10.038 |  |  | 9.710 |
| 12—14 | 4.659  |  |  | 4.493 |
| 15—17 | 4.639  |  |  | 4.381 |
| 18—24 | 9.591  |  |  | 9.404 |
| 60+ | 6.277  |  |  | 6.549 |
| Просек : | 28,5   |  |  | 28,9  |

| #   | Индикатор                                                                                        | Вредност |
| --- | ------------------------------------------------------------------------------------------------ | -------- |
| 1   | Становништво од 0 до 2 године                                                                    | 9253     |
| 2   | Мушко становништво од 0 до 2 године                                                              | 4694     |
| 3   | Женско становништво од 0 до 2 године                                                             | 4559     |
| 4   | Становништво са 3 и више година                                                                  | 148420   |
| 5   | Мушко становништво са 3 и више година                                                            | 74947    |
| 6   | Женско становништво са 3 и више година                                                           | 73473    |
| 7   | Становништво са 5 и више година                                                                  | 141561   |
| 8   | Мушко становништво са 5 и више година                                                            | 71414    |
| 9   | Женско становништво са 5 и више година                                                           | 70147    |
| 10  | Становништво са 12 и више година                                                                 | 118355   |
| 11  | Мушко становништво са 12 и више година                                                           | 59578    |
| 12  | Женско становништво са 12 и више година                                                          | 58777    |
| 13  | Становништво са 15 и више година                                                                 | 109203   |
| 14  | Мушко становништво са 15 и више година                                                           | 54919    |
| 15  | Женско становништво са 15 и више година                                                          | 54284    |
| 16  | Становништво са 18 и више година                                                                 | 100183   |
| 17  | Мушко становништво са 18 и више година                                                           | 50280    |
| 18  | Женско становништво са 18 и више година                                                          | 49903    |
| 19  | Становништво од 3 до 5 година                                                                    | 10317    |
| 20  | Мушко становништво од 3 до 5 година                                                              | 5331     |
| 21  | Женско становништво од 3 до 5 година                                                             | 4986     |
| 22  | Становништво од 6 до 11 година                                                                   | 19748    |
| 23  | Мушко становништво од 6 до 11 година                                                             | 10038    |
| 24  | Женско становништво од 6 до 11 година                                                            | 9710     |
| 25  | Становништво од 8 до 14 година                                                                   | 22359    |
| 26  | Мушко становништво од 8 до 14 година                                                             | 11370    |
| 27  | Женско становништво од 8 до 14 година                                                            | 10989    |
| 28  | Становништво од 12 до 14 година                                                                  | 9152     |
| 29  | Мушко становништво од 12 до 14 година                                                            | 4659     |
| 30  | Женско становништво од 12 до 14 година                                                           | 4493     |
| 31  | Становништво од 15 до 17 година                                                                  | 9020     |
| 32  | Мушко становништво од 15 до 17 година                                                            | 4639     |
| 33  | Женско становништво од 15 до 17 година                                                           | 4381     |
| 34  | Становништво од 18 до 24 године                                                                  | 18995    |
| 35  | Мушко становништво од 18 до 24 године                                                            | 9591     |
| 36  | Женско становништво од 18 до 24 године                                                           | 9404     |
| 37  | Женско становништво од 15 до 49 година                                                           | 41608    |
| 38  | Становништво са 60 и више година                                                                 | 12826    |
| 39  | Мушко становништво са 60 и више година                                                           | 6277     |
| 40  | Женско становништво са 60 и више година                                                          | 6549     |
| 41  | Однос између мушкараца и жена                                                                    | 102.07   |
| 42  | Становништво од нуле до 14 година                                                                | 48470    |
| 43  | Становништво од 15 до 64 године                                                                  | 100501   |
| 44  | Становништво од 65 година и више                                                                 | 8702     |
| 45  | Просечан број деце                                                                               | 2.38     |
| 46  | Становништво рођено у ентитету                                                                   | 91590    |
| 47  | Мушко становништво рођено у ентитету                                                             | 46377    |
| 48  | Женско становништво рођено у ентитету                                                            | 45213    |
| 49  | Становништво рођено у другом ентитету                                                            | 54466    |
| 50  | Мушко становништво рођено у другом ентитету                                                      | 27243    |
| 51  | Женско становништво рођено у другом ентитету                                                     | 27223    |
| 52  | Становништво од 5 година и више резидентно у ентитету у јуну 2005. године                        | 127186   |
| 53  | Мушко становништво старосног доба од 5 година и више, резидентно у ентитету у јуну 2005. године  | 63510    |
| 54  | Женско становништво старосног доба од 5 и више година, резидентно у ентитету у јуну 2005. године | 63676    |
| 55  | Становништво од 5 година и више које је живело у другом ентитету у јуну 2005. године             | 6956     |
| 56  | Мушко становништво старије од 5 година које је живело у другом ентитету у јуну 2005. године      | 3568     |
| 57  | Женско становништво старије од 5 година које је живело у другом ентитету у јуну 2005. године     | 3388     |
| 58  | Становништво од 3 године и више које говори аутохтони језик                                      | 569      |
| 59  | Мушко становништво старо 3 године и више које говори аутохтони језик                             | 357      |
| 60  | Женско становништво старо 3 године и више које говори аутохтони језик                            | 212      |
| 61  | Становништво од 3 године и више које говори аутохтони језик и не говори шпански језик            | 0        |
| 62  | Мушко становништво старо 3 године и више које говори аутохтони језик и не говори шпански         | 0        |
| 63  | Женско становништво старо 3 године и више које говори аутохтони језик и не говори шпански језик  | 0        |
| 64  | Становништво старо 3 године и више које говори аутохтони језик и шпански                         | 370      |
| 65  | Мушко становништво старо 3 године и више које говори аутохтони језик и шпански                   | 232      |
| 66  | Женско становништво старо 3 године и више које говори аутохтони језик и шпански                  | 138      |
| 67  | Становништво од 5 година и више које говори аутохтони језик                                      | 562      |
| 68  | Становништво од 5 година и више које говори аутохтони језик и не говори шпански језик            | 0        |
| 69  | Становништво од 5 година и више које говори аутохтони језик и говори шпански језик               | 370      |
| 70  | Становништво у домородачким домаћинствима                                                        | 1379     |
| 71  | Становништво са ограничењима у активностима                                                      | 6663     |
| 72  | Становништво са ограниченим ходањем или кретањем, горе или доле                                  | 3720     |
| 73  | Становници са ограничењима вида, чак и уз кориштење сочива                                       | 1842     |
| 74  | Становништво са ограничењима говора, комуникације или конверзације                               | 636      |
| 75  | Становништво са ограниченим слухом                                                               | 597      |
| 76  | Становништво са ограничењима при одевању, купању или јелу                                        | 402      |
| 77  | Становништво са ограничењима у опажању или учењу једноставних ствари                             | 406      |
| 78  | Становништво са менталним ограничењима                                                           | 699      |
| 79  | Становништво без ограничења активности                                                           | 150244   |
| 80  | Становништво од 3 до 5 година које не похађа школу                                               | 6587     |
| 81  | Мушко становништво од 3 до 5 година које не похађа школу                                         | 3419     |
| 82  | Женско становништво од 3 до 5 година које не похађа школу                                        | 3168     |
| 83  | Становништво од 6 до 11 година које не похађа школу                                              | 630      |
| 84  | Мушко становништво од 6 до 11 година које не похађа школу                                        | 347      |
| 85  | Женско становништво од 6 до 11 година које не похађа школу                                       | 283      |
| 86  | Становништво од 12 до 14 година које не похађа школу                                             | 691      |
| 87  | Мушко становништво од 12 до 14 година које не похађа школу                                       | 371      |
| 88  | Женско становништво од 12 до 14 година које не похађа школу                                      | 320      |
| 89  | Становништво од 15 до 17 година похађа школу                                                     | 6272     |
| 90  | Мушко становништво од 15 до 17 година похађа школу                                               | 3221     |
| 91  | Женско становништво између 15 и 17 година живота у школи                                         | 3051     |
| 92  | Становништво од 18 до 24 године похађа школу                                                     | 5168     |
| 93  | Мушко становништво од 18 до 24 године похађа школу                                               | 2659     |
| 94  | Женско становништво од 18 до 24 године похађа школу                                              | 2509     |
| 95  | Становништво од 8 до 14 година које не може да чита и пише                                       | 473      |
| 96  | Мушко становништво старосног доба од 8 до 14 година које не може да чита и пише                  | 305      |
| 97  | Женско становништво старосног доби од 8 до 14 година које не може да чита и пише                 | 168      |
| 98  | Становништво од 15 година и више које је неписмено                                               | 2965     |
| 99  | Мушко становништво од 15 година и више које је неписмено                                         | 1435     |
| 100 | Женско становништво од 15 година и више које је неписмено                                        | 1530     |
| 101 | Становништво старо 15 и више година без школовања                                                | 4705     |
| 102 | Мушко становништво старо 15 и више година без школовања                                          | 2391     |
| 103 | Женско становништво старо 15 и више година без школовања                                         | 2314     |
| 104 | Становништво старосног доба 15 и више година са непотпуним основним образовањем                  | 12412    |
| 105 | Мушко становништво старосног доба од 15 година и више са непотпуном основним образовањем         | 6173     |
| 106 | Женско становништво старосног доба 15 и више година са непотпуном основним образовањем           | 6239     |
| 107 | Становништво старо 15 и више година са комплетним основним образовањем                           | 15868    |
| 108 | Мушко становништво старо 15 година и више са комплетним основним образовањем                     | 7802     |
| 109 | Женско становништво старо 15 и више година са комплетним основним образовањем                    | 8066     |
| 110 | Становништво старосног доба 15 и више година са непотпуним средњим образовањем                   | 7780     |
| 111 | Мушко становништво старосног доба од 15 година и више са непотпуним средњим образовањем          | 4271     |
| 112 | Женско становништво старосног доба од 15 година и више са непотпуним средњим образовањем         | 3509     |
| 113 | Становништво старо 15 и више година са пуним секундарном образовањем                             | 27905    |
| 114 | Мушко становништво старосног доба од 15 година и више са пуним секундарном образовањем           | 13746    |
| 115 | Женско становништво старосног доба од 15 година и више са пуним секундарном образовањем          | 14159    |
| 116 | Становништво старије од 18 година са постосновним образовањем                                    | 35739    |
| 117 | Мушко становништво старије од 18 година са постосновним образовањем                              | 18257    |
| 118 | Женско становништво старије од 18 година са постосновним образовањем                             | 17482    |
| 119 | Просечна оцена школовања                                                                         | 8.86     |
| 120 | Просечан ниво образовања мушке популације                                                        | 8.88     |
| 121 | Просечан ниво образовања женског становништва                                                    | 8.83     |
| 122 | Економски активно становништво                                                                   | 64698    |
| 123 | Економски активна мушка популација                                                               | 43006    |
| 124 | Економски активна женска популација                                                              | 21692    |
| 125 | Становништво које није економски активно                                                         | 53101    |
| 126 | Мушко становништво које није економски активно                                                   | 16217    |
| 127 | Женско становништво које није економски активно                                                  | 36884    |
| 128 | Запослено становништво                                                                           | 60338    |
| 129 | Запослено мушко становништво                                                                     | 39517    |
| 130 | Запослено женско становништво                                                                    | 20821    |
| 131 | Незапослена популација                                                                           | 4360     |
| 132 | Незапослена мушка популација                                                                     | 3489     |
| 133 | Незапослена женска популација                                                                    | 871      |
| 134 | Становништво без права на здравствене услуге                                                     | 66514    |
| 135 | Становништво које има право на здравствене услуге                                                | 90809    |
| 136 | Становништво које има право на ИМСС                                                              | 55313    |
| 137 | Становништво које има право на социјално осигурање                                               | 6958     |
| 138 | Становништво које има право на државно социјално осигурање                                       | 5245     |
| 139 | Становништво које има право на опште осигурање или здравствено осигурање за нову генерацију      | 19184    |
| 140 | Становништво које је било једном или није било у браку током 12 година и више                    | 39181    |
| 141 | Венчано или уједињено становништво од 12 година и више                                           | 64929    |
| 142 | Становништво које је било у браку или уједињено 12 година и више                                 | 13979    |
| 143 | Становништво са католичком религијом                                                             | 117770   |
| 144 | Протестанти, еванђелисти и библијски следбеници различити од еванђелиста                         | 22974    |
| 145 | Становништво са другим религијама различитим од претходних                                       | 115      |
| 146 | Становништво без религије                                                                        | 15742    |
| 147 | Укупно пописаних домаћинства                                                                     | 42407    |
| 148 | Пописна домаћинства на челу са мушкарцима                                                        | 31250    |
| 149 | Пописна домаћинства на челу са женама                                                            | 11157    |
| 150 | Становништво у пописним домаћинствима                                                            | 156581   |
| 151 | Становништво у пописним домаћинствима на челу са мушкарцима                                      | 118662   |
| 152 | Становништво у пописним домаћинствима на челу са женама                                          | 37919    |
| 153 | Укупно домаћинстава                                                                              | 53872    |
| 154 | Укупно насељених домаћинстава                                                                    | 42555    |
| 155 | Укупно приватних кућа                                                                            | 53724    |
| 156 | Насељени приватни домови                                                                         | 42407    |
| 157 | Укупно насељених приватних кућа                                                                  | 42527    |
| 158 | Ненасељене приватне куће                                                                         | 8384     |
| 159 | Појединачна домаћинства за привремену употребу                                                   | 2933     |
| 160 | Становници у насељеним приватним кућама                                                          | 156581   |
| 161 | Насељеност станара у приватним становима                                                         | 3.69     |
| 162 | Просечно становника по соби у приватним насељеним домаћинствима                                  | 0.97     |
| 163 | Појединачна домаћинства са подовима од различитих материјала од земље                            | 39941    |
| 164 | Појединачна домаћинства у приземљу                                                               | 1928     |
| 165 | Појединачна домаћинства са једном спаваћом собом                                                 | 14783    |
| 166 | Појединачна домаћинства са две спаваће собе и више                                               | 27086    |
| 167 | Појединачна домаћинства са једним собом                                                          | 2129     |
| 168 | Појединачна домаћинства са две собе                                                              | 6206     |
| 169 | Појединачна домаћинства са 3 собе и више                                                         | 33531    |
| 170 | Појединачна домаћинства која имају електрично светло                                             | 41002    |
| 171 | Појединачна домаћинства која немају електрично светло                                            | 909      |
| 172 | Појединачна домаћинства која имају водоводну воду у стамбеном простору                           | 41073    |
| 173 | Појединачна домаћинства која немају водоводну воду у стамбеном простору                          | 766      |
| 174 | Појединачна домаћинства која имају тоалет                                                        | 41349    |
| 175 | Појединачна домаћинства која имају канализацију                                                  | 39730    |
| 176 | Појединачна домаћинства која немају канализацију                                                 | 2044     |
| 177 | Појединачна домаћинства која имају електрично светло, довод воде из јавне мреже и канализацију   | 39016    |
| 178 | Појединачна домаћинства без икаквих услова                                                       | 345      |
| 179 | Појединачна домаћинства која имају радио                                                         | 33119    |
| 180 | Појединачна домаћинства која имају телевизор                                                     | 40474    |
| 181 | Појединачна домаћинства која имају фрижидер                                                      | 39678    |
| 182 | Појединачна домаћинства која имају машину за веш                                                 | 33884    |
| 183 | Појединачна домаћинства која имају аутомобил или комби                                           | 32344    |
| 184 | Појединачна домаћинства која имају рачунар                                                       | 15216    |
| 185 | Појединачна домаћинства која имају фиксну телефонску линију                                      | 17957    |
| 186 | Појединачна домаћинства која имају мобилни телефон                                               | 34189    |
| 187 | Појединачна домаћинства која имају приступ интернету                                             | 11115    |
| 188 | Величина локације                                                                                | 11       |